# Kari Hamfors Wernolf
Kari Malena Hamfors Wernolf, född 13 augusti 1973 i Tyresö, är en svensk skådespelare.
Kari Hamfors Wernolf flyttade som tolvåring från Stockholm till Halmstad och bodde sedan i Stenhuggeriet under uppväxten. Wernolf är utbildad vid Skandinavisk Teaterskole i Köpenhamn. Hon har spelat på Malmö Stadsteater, Riksteatern, Stockholms improvisationsteater och med fria teatergrupper. Tillsammans med sin man, skådespelaren Per Wernolf, driver hon produktionsbolaget Kung & Drottning.
Kari Hamfors Wernolf har tillsammans med maken Per två barn.

## Filmografi
- 2007 – Underbar och älskad av alla
- 2009 – Äntligen midsommar!
- 2014–2015 – Biss och Kajs (TV-serie)
- 2023 – Ture Sventon och den magiska lampan (TV-serie)